# 凹叶杜鹃
凹叶杜鹃（学名：Rhododendron davidsonianum）为杜鹃花科杜鹃花属下的一个种。